# Bruna Colombetti
Bruna Giulia Colombetti-Peroncini (Milán, 27 de enero de 1936-Milán, 26 de julio de 2008) fue una deportista italiana que compitió en esgrima, especialista en la modalidad de florete.
Participó en cuatro Juegos Olímpicos de Verano entre los años 1956 y 1968, obteniendo una medalla de bronce en Roma 1960 en la prueba por equipos. Ganó siete medallas en el Campeonato Mundial de Esgrima entre los años 1954 y 1965.

## Palmarés internacional
| Juegos Olímpicos   | Juegos Olímpicos         | Juegos Olímpicos  | Juegos Olímpicos    |
| Año                | Lugar                    | Medalla           | Prueba              |
| ------------------ | ------------------------ | ----------------- | ------------------- |
| 1960               | Roma (Italia)            | Medalla de bronce | Florete por equipos |
| Campeonato Mundial |                          |                   |                     |
| Año                | Lugar                    | Medalla           | Prueba              |
| 1954               | Luxemburgo (Luxemburgo)  | Medalla de plata  | Florete por equipos |
| 1955               | Roma (Italia)            | Medalla de plata  | Florete individual  |
| 1955               | Roma (Italia)            | Medalla de bronce | Florete por equipos |
| 1957               | París (Francia)          | Medalla de oro    | Florete por equipos |
| 1962               | Buenos Aires (Argentina) | Medalla de bronce | Florete por equipos |
| 1963               | Danzig (Polonia)         | Medalla de bronce | Florete por equipos |
| 1965               | París (Francia)          | Medalla de bronce | Florete por equipos |